# 13677 Алвін
13677 Алвін (1997 NK1, 1998 VB29, 13677 Alvin) — астероїд головного поясу, відкритий 2 липня 1997 року.
Тіссеранів параметр щодо Юпітера — 3,203.